# Facundo Martínez
Facundo Martínez Montagnoli (Buenos Aires, Argentina; 2 de abril de 1985) es un futbolista argentino nacionalizado ecuatoriano. Juega como centrocampista y su equipo actual es Universidad Católica de la Serie A de Ecuador.

## Trayectoria

### Inicios
Tras años fugaces en las divisiones inferiores de equipos de Argentina y Uruguay, logra debutar en el profesionalismo con Rampla Juniors de Montevideo en la temporada 2008-09.

### Universidad Católica
Llega finalmente en 2009 a la Universidad Católica de Ecuador, donde a lo largo de los años, hasta el presente ha logrado consolidarse como figura y referente de dicho club.
En febrero de 2018, tras años de espera, finalmente consigue la nacionalidad ecuatoriana, por residencia y también por tener descendencia en dicho país.

### Técnico Universitario
En 2010 fue cedido a préstamo al Técnico Universitario de Ambato, disputó la Serie B de Ecuador, jugando en total 36 partidos y anotando nueve goles.

## Estadísticas

### Clubes
Actualizado al último partido disputado el 16 de agosto de 2025.
| Club                            | Temporada     | Liga  | Liga  | Copas nacionales | Copas nacionales | Copas internacionales | Copas internacionales | Total | Total |
| Club                            | Temporada     | Part. | Goles | Part.            | Goles            | Part.                 | Goles                 | Part. | Goles |
| ------------------------------- | ------------- | ----- | ----- | ---------------- | ---------------- | --------------------- | --------------------- | ----- | ----- |
| Montevideo Wanderers · Uruguay  | 2007-08       | 15    | 0     | -                | -                | 2                     | 0                     | 17    | 0     |
| Montevideo Wanderers · Uruguay  | Total club    | 15    | 0     | -                | -                | 2                     | 0                     | 17    | 0     |
| Rampla Juniors · Uruguay        | 2008-09       | 6     | 1     | -                | -                | -                     | -                     | 6     | 1     |
| Rampla Juniors · Uruguay        | Total club    | 6     | 1     | -                | -                | -                     | -                     | 6     | 1     |
| Universidad Católica · Ecuador  | 2009          | 35    | 7     | -                | -                | -                     | -                     | 35    | 7     |
| Universidad Católica · Ecuador  | 2010          | 5     | 0     | -                | -                | -                     | -                     | 5     | 0     |
| Técnico Universitario · Ecuador | 2010          | 36    | 9     | -                | -                | -                     | -                     | 36    | 9     |
| Técnico Universitario · Ecuador | Total club    | 36    | 9     | -                | -                | -                     | -                     | 36    | 9     |
| Universidad Católica · Ecuador  | 2011          | 37    | 6     | -                | -                | -                     | -                     | 37    | 6     |
| Universidad Católica · Ecuador  | 2012          | 41    | 10    | -                | -                | -                     | -                     | 41    | 10    |
| Universidad Católica · Ecuador  | 2013          | 38    | 4     | -                | -                | -                     | -                     | 38    | 4     |
| Universidad Católica · Ecuador  | 2014          | 38    | 2     | -                | -                | 4                     | 1                     | 42    | 3     |
| Universidad Católica · Ecuador  | 2015          | 41    | 5     | -                | -                | 2                     | 1                     | 43    | 6     |
| Universidad Católica · Ecuador  | 2016          | 21    | 1     | -                | -                | 0                     | 0                     | 21    | 1     |
| Universidad Católica · Ecuador  | 2017          | 8     | 0     | -                | -                | 2                     | 0                     | 10    | 0     |
| Universidad Católica · Ecuador  | 2018          | 40    | 3     | -                | -                | -                     | -                     | 40    | 3     |
| Universidad Católica · Ecuador  | 2019          | 28    | 2     | 1                | 0                | 6                     | 0                     | 35    | 2     |
| Universidad Católica · Ecuador  | 2020          | 25    | 2     | 0                | 0                | 2                     | 0                     | 27    | 2     |
| Universidad Católica · Ecuador  | 2021          | 26    | 1     | 0                | 0                | 4                     | 0                     | 30    | 1     |
| Universidad Católica · Ecuador  | 2022          | 28    | 2     | 1                | 0                | 10                    | 0                     | 39    | 2     |
| Universidad Católica · Ecuador  | 2023          | 28    | 1     | 0                | 0                | 1                     | 0                     | 29    | 1     |
| Universidad Católica · Ecuador  | 2024          | 26    | 2     | 4                | 0                | 8                     | 0                     | 38    | 2     |
| Universidad Católica · Ecuador  | 2025          | 5     | 0     | 0                | 0                | 2                     | 0                     | 7     | 0     |
| Universidad Católica · Ecuador  | Total club    | 470   | 48    | 6                | 0                | 41                    | 2                     | 517   | 50    |
| Total carrera                   | Total carrera | 527   | 58    | 6                | 0                | 43                    | 2                     | 576   | 60    |
| 1. 2.                           |               |       |       |                  |                  |                       |                       |       |       |

## Palmarés

### Campeonatos nacionales
| Título             | Club                 | País    | Año  |
| ------------------ | -------------------- | ------- | ---- |
| Serie B de Ecuador | Universidad Católica | Ecuador | 2012 |